# Markfield
Markfield is een civil parish in het bestuurlijke gebied Hinckley and Bosworth, in het Engelse graafschap Leicestershire met 4454 inwoners.